# Geração Silenciosa

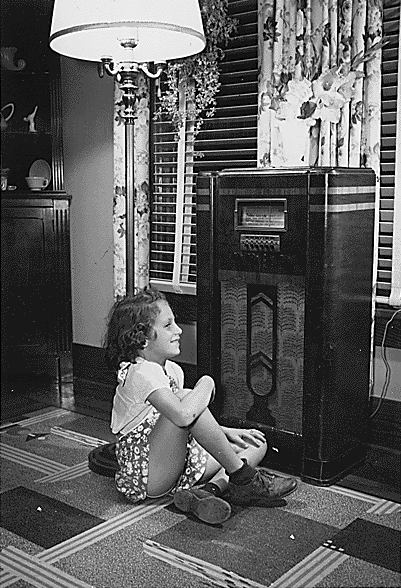

Geração Silenciosa é um termo usado para se referir à população nascida entre 1925 e 1942, nomeadamente durante a Grande Depressão (1929-1939) e Segunda Guerra Mundial (1939-1945). Na idade adulta presenciaram a Guerra da Coreia, o nascimento do rock nos anos 50 e movimentos de direitos civis nos anos 60. Apesar de inicialmente aplicado ao povo da América do Norte, passou a abranger também aqueles nascidos na Europa Ocidental e Australásia.

## Terminologia
A revista Time usou pela primeira vez o termo "Geração Silenciosa" em um artigo de 5 de novembro de 1951 intitulado "The Younger Generation", embora o termo pareça anteceder a publicação:
O fato mais surpreendente sobre a geração mais jovem é o seu silêncio. Com raras exceções, os jovens não estão nem perto do púlpito. Em comparação com a Juventude Flamejante de seus pais e mães, a geração mais jovem de hoje é uma chama pequena e silenciosa. Eles não emitem manifestos, não fazem discursos nem carregam cartazes. Eles foram chamados de "Geração Silenciosa".
O artigo da Time usou anos de nascimento de 1923 a 1933 para a geração, mas o termo acabou migrando para os anos posteriores atualmente em uso. Uma razão proposta posteriormente para esse silêncio percebido é que, como jovens adultos durante a Era McCarthy, muitos membros da Geração Silenciosa sentiram que não era prudente se manifestar.
O termo "Geração Silenciosa" também é usado para descrever um grupo etário semelhante no Reino Unido, mas às vezes foi descrito como uma referência à disciplina infantil rigorosa que ensinava as crianças a serem "vistas, mas não ouvidas". No Canadá, o termo tem sido usado com o mesmo significado que nos Estados Unidos. A coorte também é conhecida como "Geração Tradicionalista".

## Datas e definições de faixas etárias
O Pew Research Center usa os anos de nascimento de 1928 a 1945 para essa coorte. De acordo com essa definição, as pessoas da Geração Silenciosa têm entre 79 e 97 anos.
O Intergenerational Centre da Resolution Foundation usou os anos de 1926 a 1945, enquanto a Encyclopedia of Strategic Leadership and Management usa o intervalo de 1925 a 1945. Essa geração atingiu a maioridade já em 1946 e tão tarde quanto 1963, mas a maioria dos Silenciosos atingiu a maioridade na década de 1950, no rescaldo do movimento dos direitos civis, que foi seguido pelos boomers mais velhos na década de 1960. Os autores William Strauss e Neil Howe usam os anos de 1925 a 1942. Pessoas nascidas nos anos finais da Segunda Guerra Mundial que eram jovens demais para ter qualquer lembrança direta do conflito são às vezes consideradas culturalmente, se não demograficamente, baby boomers.

## Pessoas famosas
- John Lennon
- Paul McCartney
- George Harrison
- Ringo Starr
- Harrison Ford
- Pat Morita
- Ray Charles
- B. B. King
- Big Bopper
- Buddy Holly
- Janis Joplin
- Tina Turner
- Jimi Hendrix
- Bob Dylan
- Elizabeth Taylor
- Mick Jagger
- Elvis Presley
- James Dean
- Frank Zappa
- Marvin Gaye
- Tammi Terrell
- Brigitte Bardot
- Twiggy
- Audrey Hepburn
- Marilyn Monroe
- Isabel II do Reino Unido
- Al Pacino
- Martin Scorsese

## Brasil
Investigando o contexto brasileiro, as pesquisadoras Milhome e Rowe, da Universidade Federal da Bahia, identificaram os nascidos entre 1930 e 1943, que na infância e adolescência vivenciaram os efeitos da participação do Brasil na Segunda Guerra Mundial, os efeitos da Deposição de Vargas e a crise social que resultou na ditadura militar brasileira entre fins da adolescência e entrada na idade adulta, como parte da geração Pré Ditadura.
Brasileiros famosos da Geração Pré-Ditadura
- Pelé
- Mayana Zatz
- Garrincha
- Milton Nascimento
- Sérgio Mendes
- Wanda Sá
- Silvio Santos
- Chico Anysio
- Renato Aragão
- Ronald Golias
- Raul Gil
- Hebe Camargo
- Carlos Alberto de Nóbrega
- Jô Soares